# 驚き清水
驚き清水（おどろきしみず）は、普通の池や泉（温泉）と違い、人の感覚を宿した「生きた水」と捉えられた怪異現象とその伝説を指す（死霊がとり憑いた水も含む）。日本各地に伝説が残っており、因果もそれぞれである。この型の話は、古くは8世紀までさかのぼり、中には間欠泉が正体と見られる内容のものもある。人の言った言葉に反応するだけでなく、喋るパターンも見られる。以下は、類似した説話を含め、事例を記す。

## 伝説・説話
大分県
『豊後国風土記』の記述として、「玖倍利（くべり）湯の井」という名の温泉があり、不意に大声を出して何かを言うと、驚き鳴って2丈あまりわき上がった。この伝承が、最も古く、後世で多様化した。
後世、仏教と共に念仏が流行したことにより、泉に向かって僧侶が念仏をとなえるというパターンが増えたと柳田國男は指摘しており、僧侶が日本各地へ回る以前の時代では、神聖な泉を祀っていた説話とも考えている。
同国（現大分県）には、「念仏水」という小池があり、「なむあみだぶつ」ととなえると、水も応じて泡を立て、ぶつぶつとものを言った。
宮城県
岩出山の近くの「うとう坂」のそばにあった池は、「なむあみだぶつ」ととなえて手を打てば、しばらくの間、わき上がることが止んだとされる（岩出山町伝承）。
多くの場合、念仏をとなえると泉がわき出したといったパターンの説話が多いが、この話は正反対の事例となっている。
新潟県
越後国蓮華寺村の「姨（おば）が井」と呼ばれる古井戸は、そばに近寄って、大声で「おば」と呼ぶと、井戸の底から泡が浮かんできて、声に応じるようであった。疑う者が、「兄」や「妹」と呼んでも、知らぬ顔をして反応しなかった（大津村伝承）。
同国曾地峠には、「おまんが井」があり、そばにより、「おまん」と呼ぶと、水面にさざ波が起こったとされる。おまんは、この井の近くに住んでいた某（なにがし）という武士（さむらい）の女房であったが、夫に憎まれ、殺されたあげく、この井に投げ落とされた。その恨みが水中に残っているとされる（中通村伝承）。
これらは、駿河国（現静岡県）の「姥（うば）が池」と同様、身投げした霊が水中にとどまったものと考えられている。
群馬県
上野国伊勢崎近くの書上原には、「阿満が池」という小さな池があり、その岸に立って「あま」と呼ぶと、その声に応じて、下からわき上がり、「しばしば呼べば、しばしば出づ」と答えたとされる。
栃木県
下野国那須の温泉の湯本から三町ばかり離れた所に「教伝地獄」というのがあり、「教伝かいない」と大声で怒鳴ると、たちまちぐらぐらと湯がわいた。その昔、教伝という男が山へ薪取りに行く時、朝飯が遅くなり、友達が先に行くのに腹を立て、母親を踏み倒して出かけたので、その罰で魂がこんな所にいるのだとされる（那須村伝承）。
静岡県
伊豆国の熱海には、「平左衛門湯」というのがあり、「平左衛門かいない」とからかうと湯がわくとされた。
兵庫県
摂津国有馬の温泉には、人が近くへより、大声で悪口を言うと、たちまちわき上がる湯口があり、これを「後妻湯（うわなりのゆ）」と呼んでいた。また、若い娘が美しく化粧をして、そばに行っても、怒ってわき立つと評判になったため、「妬みの湯」と呼ぶ人もいた（有馬町伝承）。

## その他
- 間欠泉の存在を知らない子に大人が銭を渡し、「○○と呼んでみろ」といった、からかいともとれる話も見られる。